# Vermipardus brincki
Vermipardus brincki är en tvåvingeart som först beskrevs av Elisabeth K. Stuckenberg 1960.  Vermipardus brincki ingår i släktet Vermipardus och familjen Vermileonidae. Inga underarter finns listade i Catalogue of Life.